# دهستان رازان
رازان، دهستانی است از توابع بخش زاغه شهرستان خرم‌آباد در استان لرستان ایران.

## جمعیت
بر اساس سرشماری سال ۱۳۸۵ جمعیت آن ۳٬۱۰۲ نفر (۶۹۴ خانوار) بوده‌است.
1. ↑  درگاه ملی آمار ایران